# Dipodomys elator
Dipodomys elator — гризун родини Heteromyidae. Він зустрічається в Техасі та Оклахомі в Сполучених Штатах, де він часто живе в асоціації з видами чагарників, такими як мескіт і лотебуш, що ростуть у районах із твердими глинистими ґрунтами.

## Опис
Це відносно великий Dipodomys, розмір якого коливається приблизно від 60 грамів до 95 і більше. Самці й самиці цього виду статеві диморфні, самці більші. Його поширення відбувається в північно-центральній частині Техасу, і його можна знайти лише в 13 округах.

## Дієта і поведінка
Свого часу багато хто думав, що Dipodomys elator асоціюються з чагарником, особливо з мескітом. Недавні дослідження показують, що лотебуш також важливий. Нори не завжди пов’язані з видами кущів і можуть виникати на невеликих горбах прерій. Вони також випадково використовують пухкий ґрунт, який накопичується вздовж огорож і пасовищних доріг. Їсть листя трав і деяких багаторічних рослин, стебла та насіння.

## Розмноження
Розмноження не вивчено широко, але, як правило, вони мають безладну систему парування, дозрівають рано, спаровуються протягом усього року з піком навесні та влітку, і мають приблизно 3 дитинчат на виводок.